# WTA Finals 2023 – Simplu
Finala WTA 2023 la simplu feminin a avut loc la sfârșitul lunii octombrie/noiembrie 2023, ca turneul final al sezonului profesionist feminin. În competiția de simplu a Turneului Campioanelor, care s-a jucat pentru prima dată la Cancún, Mexic, au participat cele mai bine clasate opt jucătoare din clasamentul Race to the WTA Finals, calculat de la începutul sezonului calendaristic. Turneul s-a desfășurat în aer liber pe terenuri cu suprafață dură. Campioana în exercițiu, franțuzoaica Caroline Garcia, nu s-a calificat la turneu deoarece a încheiat anul pe locul 20 în clasament.
Tragerea la sorți a meciurilor de simplu a avut loc la 28 octombrie 2023. Grupele au fost denumite după orașele mexicane Bacalar și Chetumal din statul Quintana Roo, în Yucatán, unde se desfășoară turneul.
Arina Sabalenka, numărul 1 mondial, poloneza Iga Świątek, americancele Coco Gauff și Jessica Pegula, tunisianca Ons Jabeur și grecoaica Maria Sakkari, care a înlocuit-o pe Karolína Muchová, retrasă din cauza unei accidentări la încheietura mâinii, și-au apărat participarea de la ediția precedentă. Cele două debutante sunt campioanele de la Wimbledon, Elena Rîbakina din Kazahstan și Markéta Vondroušová din Cehia. Cea mai tânără participantă la simplu a fost Gauff, în vârstă de 19 ani. Cehoaica Barbora Krejčíková și, pentru a doua oară consecutiv, americanca Madison Keys, au jucat rolul de rezerve.
Iga Świątek a învins-o în finală pe Jessica Pegula, cu 6–1, 6–0, și a câștigat titlul la simplu la WTA Finals 2023. Świątek nu a pierdut nici un meci pe toată durata turneului, devenind prima jucătoare care a făcut acest lucru de la Elina Svitolina în 2018. În plus, ea nu a cedat nici un set pe toată durata turneului, devenind prima jucătoare care a făcut acest lucru de la Serena Williams în 2012. Świątek a cedat doar 20 de game-uri de-a lungul întregului turneu, cel mai mic număr de la reintroducerea formatului tur-retur în 2003. Prin câștigarea titlului, Świątek a recâștigat locul 1 WTA. 
Aceasta a fost prima ediție a WTA Finals din 1988 încoace în care nici una dintre finaliste nu a cedat un set în drumul spre finală. Pegula a fost prima jucătoare care s-a confruntat cu nr. 1, nr. 2, nr. 3 și nr. 4 mondial la un singur eveniment de când a început clasamentul WTA, în 1975.

## Capi de serie
1. Arina Sabalenka (semifinale, 625 puncte, 648.000 $)
2. Iga Świątek (campioană, 1.500 puncte, 3.024.000 $)
3. Coco Gauff (semifinale, 625 puncte, 648.000 $)
4. Elena Rîbakina (faza grupelor, 500 puncte, 396.000 $)
5. Jessica Pegula (finală, 1080 puncte, 1.548.000 $)
6. Ons Jabeur (faza grupelor, 500 puncte, 396.000 $)
7. Markéta Vondroušová (faza grupelor, 375 puncte, 198.000 $)
8. Maria Sakkari (faza grupelor, 375 puncte, 198.000 $)

## Tabloul principal

#### Explicația simbolurilor
- Q = calificare
- WC = Wild card
- LL = Lucky loser
- Alt = înlocuitor
- SE = scutire specială
- PR = clasament protejat
- ITF = calificat prin clasament ITF
- JE = junior scutit
- w/o = victorie fără opoziție
- r = retras
- d = descalificat

### Finală
|  | Semifinale | Semifinale      | Semifinale | Semifinale  | Semifinale |   |                | Finală | Finală | Finală | Finală | Finală |  |
|  |            |                 |            |             |            |   |                |        |        |        |        |        |  |
|  | 5          | Jessica Pegula  | 6          | 6           |            |   |                |        |        |        |        |        |  |
|  | 5          | Jessica Pegula  | 6          | 6           |            |   |                |        |        |        |        |        |  |
|  | 3          | Coco Gauff      | 2          | 1           |            |   |                |        |        |        |        |        |  |
|  | 3          | Coco Gauff      | 2          | 1           |            | 5 | Jessica Pegula | 1      | 0      |        |        |        |  |
|  |            |                 |            |             |            | 5 | Jessica Pegula | 1      | 0      |        |        |        |  |
|  |            |                 | 2          | Iga Świątek | 6          | 6 |                |        |        |        |        |        |  |
|  | 1          | Arina Sabalenka | 2          | Iga Świątek | 6          | 6 | 3              | 2      |        |        |        |        |  |
|  | 1          | Arina Sabalenka |            |             |            |   |                |        |        |        |        |        |  |
|  | 2          | Iga Świątek     | 6          | 6           |            |   |                |        |        |        |        |        |  |

### Grupa Bacalar
|   |                 | Sabalenka     | Rîbakina                | Pegula   | Sakkari                 | RR C–P | Set C–P      | Game C–P       | Clasament |
| 1 | Arina Sabalenka |               | 6–2, 3–6, 6–3           | 4–6, 3–6 | 6–0, 6–1                | 2–1    | 4–3 (57.14%) | 34–24 (58.62%) | 2         |
| 4 | Elena Rîbakina  | 2–6, 6–3, 3–6 |                         | 5–7, 2–6 | 6–0, 6–7(4–7), 7–6(7–2) | 1–2    | 3–5 (37.5%)  | 37–41 (47.44%) | 3         |
| 5 | Jessica Pegula  | 6–4, 6–3      | 7–5, 6–2                |          | 6–3, 6–2                | 3–0    | 6–0 (100%)   | 37–19 (66.07%) | 1         |
| 8 | Maria Sakkari   | 0–6, 1–6      | 0–6, 7–6(7–4), 6–7(2–7) | 3–6, 2–6 |                         | 0–3    | 1–6 (14.29%) | 19–43 (30.65%) | 4         |

### Grupa Chetumal
|   |                     | Świątek       | Gauff              | Jabeur   | Vondroušová        | RR C–P | Set C–P      | Game C–P       | Clasament |
| 2 | Iga Świątek         |               | 6–0, 7–5           | 6–1, 6–2 | 7–6(7–3), 6–0      | 3–0    | 6–0 (100%)   | 38–14 (73.08%) | 1         |
| 3 | Coco Gauff          | 0–6, 5–7      |                    | 6–0, 6–1 | 5–7, 7–6(7–4), 6–3 | 2–1    | 4–3 (57.14%) | 35–30 (53.85%) | 2         |
| 6 | Ons Jabeur          | 1–6, 2–6      | 0–6, 1–6           |          | 6–4, 6–3           | 1–2    | 2–4 (33.33%) | 16–31 (34.04%) | 3         |
| 7 | Markéta Vondroušová | 6–7(3–7), 0–6 | 7–5, 6–7(4–7), 3–6 | 4–6, 3–6 |                    | 0–3    | 1–6 (14.29%) | 29–43 (40.28%) | 4         |